# James Maddison
James Daniel Maddison, född 23 november 1996, är en engelsk fotbollsspelare som spelar för Tottenham Hotspur. Han representerar även Englands landslag.

## Karriär
Den 20 juni 2018 värvades Maddison av Leicester City, där han skrev på ett femårskontrakt. Den 10 augusti 2018 gjorde Maddison sin Premier League-debut i en 2–1-förlust mot Manchester United.
Den 28 juni 2023 värvades Maddison av Tottenham Hotspur, där han skrev på ett femårskontrakt.

## Landslagskarriär
Ända sedan barnsben var Maddisons stora dröm att bli fotbollsproffs och få representera sitt hemland England. Men när han var tonåring fick han höra från sin lärare att "bara en på miljonen lyckas som fotbollsspelare..."
– ”Jag är den personen”, svarade en ung Maddison.
Han gjorde sedan sin debut för det engelska A-landslaget den 14 november 2019 i en 7–0-vinst mot Montenegro i Kvalspelet till Europamästerskapet 2020.
I november 2022 stod det klart att Maddison blivit uttagen till den engelska VM-truppen.